# Kateřina Braniborsko-Küstrinská
Kateřina Braniborsko-Küstrinská (10. srpna 1549 – 30. září 1602) byla rodem braniborsko-küstrinská markraběnka a sňatkem braniborská kurfiřtka.

## Život
Kateřina byla mladší ze dvou dcer braniborsko-küstrinského markraběte Jana (1513–1571) a jeho manželky Kateřiny (1518–1574), dcery Jindřicha V. Brunšvicko-Lüneburského.
Dne 8. ledna 1570 se v Küstrinu provdala za Jáchyma Braniborského, pozdějšího kurfiřta Jáchyma Fridricha Braniborského. Kvůli sňatku s ní přišel její manžel o nárok na katolické arcibiskupství v Magdeburgu a papež Pius V. požádal císaře Maxmiliána I. o jeho sesazení.
Kateřina se snažila pomáhat chudým a potřebným. Ve Weddingu nechala postavit mlékárnu a svou produkci prodávala na Molkenmarkt („mléčný trh“), na náměstí v Berlíně. Výnos použila k financování lékárny ve Stadtschloss, která poskytovala léky zdarma lidem v nouzi.
Kateřina zemřela 30. září 1602. 13. října byla pohřbena v Hohenzollernské kryptě.

## Potomci
- Jan Zikmund Braniborský (8. listopadu 1572 – 23. prosince 1619), kurfiřt a markrabě braniborský, ⚭ 1594 Anna Pruská (3. července 1576 – 30. srpna 1625)
- Anna Kateřina Braniborská (26. července 1575 – 29. března 1612), ⚭ 1597 Kristián IV. Dánský (12. dubna 1577 – 28. února 1648), vévoda šlesvický, holštýnský, stormarnský a dithmarschenský, hrabě oldenburský a delmenhorstský, král dánský a norský od roku 1588 až do své smrti
- dcera (*/† 1576)
- Jan Jiří (16. prosince 1577 – 2. března 1624), krnovský vévoda, ⚭ 1610 Eva Kristýna Württemberská (1590–1657)
- August Fridrich (16. února 1580 – 23. dubna 1601)
- Albrecht Fridrich (29. dubna 1582 – 3. prosince 1600)
- Jáchym (13. dubna 1583 – 10. června 1600)
- Arnošt (13. dubna 1583 – 18. září 1613)
- Barbara Žofie Braniborská (16. listopadu 1584 – 13. února 1636), ⚭ 1609 Jan Fridrich Württemberský (5. května 1582 – 18. července 1628), vévoda württemberský
- dcera (1585–1586)
- Kristián Vilém Braniborský (28. srpna 1587 – 1. ledna 1665), magdeburský kníže-arcibiskup,
⚭ 1615 Dorotea Brunšvicko-Wolfenbüttelská (8. července 1596 – 1. září 1643)
⚭ 1650 Barbora Eusebie z Martinic
⚭ 1657 Maximiliána, hraběnka ze Salm-Neuburgu (1608–1663)